# Лунь
Лунь (Circus) — рід хижих птахів родини Яструбові.

## Загальна характеристика
У межах ареалу віддають перевагу відкритим біотопам. Практично усі гніздяться на землі. Гнізда розташовують у заростях бур'янів, очерету, серед чагарників. У кладці зазвичай 3–5 яєць зеленувато-білого кольору. Насиджування 30–40 діб, молоді стають на крило через 1–1,5 місяця.
Живляться гризунами та іншими дрібними ссавцями, птахами та їх яйцями і пташенятами, ящірками, жабами, а також великими комахами. Здобич видивляються у низькому польоті або з присад (побачивши здобич, лунь різко знижується за нею у траву з піднятими догори крилами та виставленими уперед лапами).

## Систематика
Систематика роду дискусійна, виділяють 9—12 видів.
В Україні зустрічається 4 види:
- Лунь польовий (Circus cyaneus) — рідкісний гніздовий, звичайний пролітний та зимівний, занесений до Червоної книги України.
- Лунь степовий (Circus macrourus) — рідкісний залітний, занесений до Червоної книги України.
- Лунь лучний (Cyrcus pygargus) — нечисленний гніздовий, перелітний, занесений до Червоної книги України.
- Лунь очеретяний, або лунь болотяний (Circus aeruginosus) — звичайний гніздовий, перелітний.